# Tiësto
Tijs Michiel Verwest, känd som DJ Tiësto eller Tiësto, född 17 januari 1969 i Breda, Nederländerna, är en av världens mest framgångsrika trance-DJ:ar.
Några av Verwests mest framgångsrika låtar är Love Comes Again, Flight 643, Lethal Industry, Suburban Train, Traffic, Maximal Crazy, Chasing Summers, Wo Own The Night och hans tolkning av Samuel Barbers Adagio för stråkar. Traffic blev 2003 den första instrumentala låten på 23 år att nå förstaplatsen på den nederländska topplistan.

## Biografi

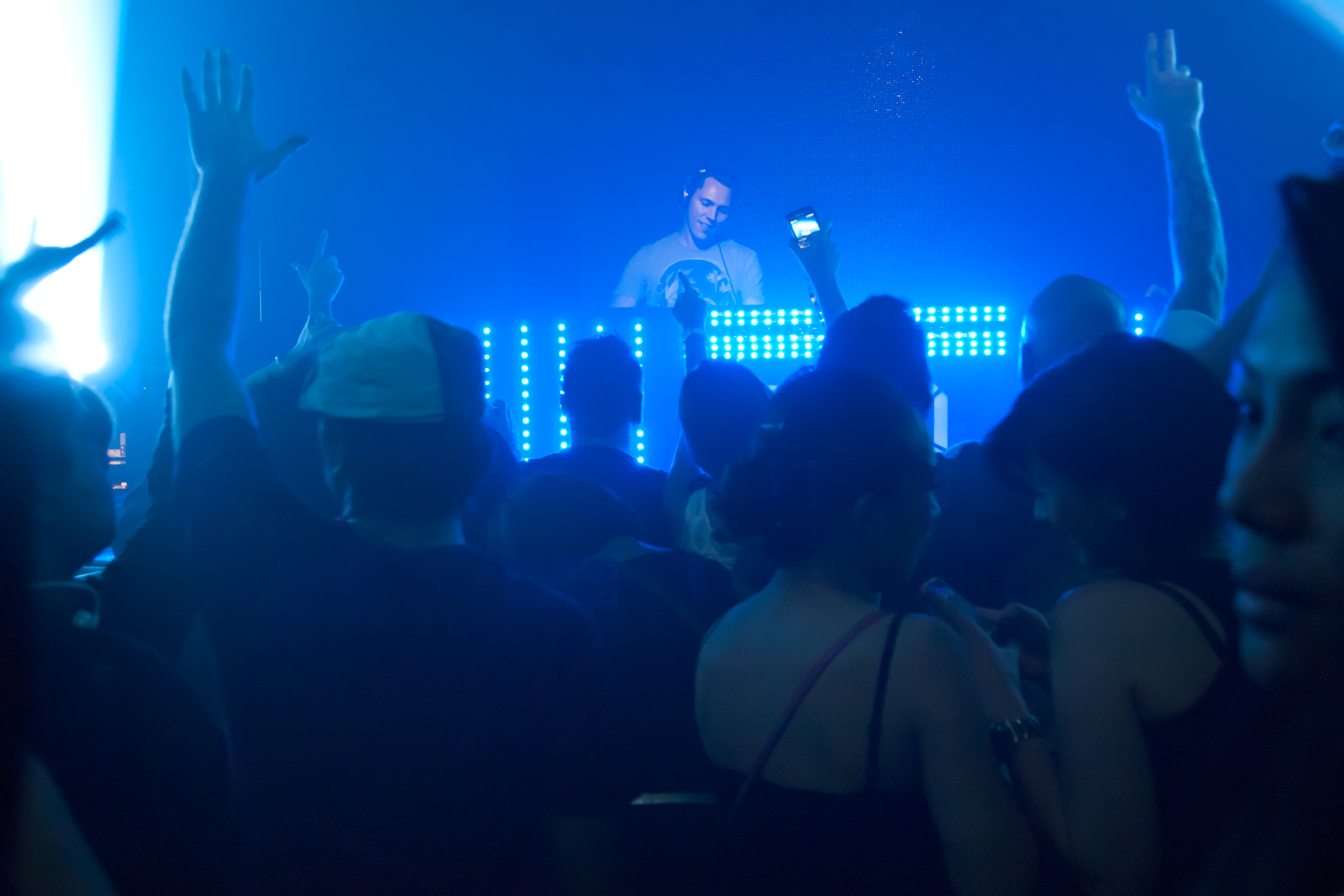
Tiësto 2010

Verwest började sin karriär som DJ på skolfester och fortsatte sedan mellan 1985 och 1993 att spela på nederländska dansklubbar. Under dessa år producerade han hardcore- och gabbermusik under aliasen Da Joker och DJ Limited. I mitten av 1990-talet började han producera trance och startade 1997 tillsammans med Arny Bink skivbolaget Black Hole Recordings.
Under artistnamnet DJ Tiësto blev Verwest känd i slutet på 1990-talet när han spelade på det första Innercity-partyt, och sedan i början på 2000-talet för sina sex timmar långa Tiësto Solo-framföranden, där han spelade utan hjälp från andra DJ:ar. Han utvecklade konsten att som ensam DJ spela inför en stor publik och till och med hålla arenakonserter, bland annat när han med Tiësto in Concert spelade inför 25 000 personer i Geldredome i nederländska Arnhem i maj 2003, och igen i oktober 2004. Dessa båda konserter spelades in och såldes på DVD.
2004 spelade Verwest på öppningsceremonin för Olympiska sommarspelen 2004, inför en tevepublik på mellan två och fyra miljarder tittare.
Verwest har erhållit titeln ”No. 1 DJ in the World” (’Världens främsta DJ’) av tidningen DJ Magazine tre år i rad. DJ Tiësto vann 2002, 2003 och 2004. Den enda som vunnit fler gånger är Armin van Buuren som vann 2007, 2008, 2009 och 2010. Han har av det nederländska kungahuset belönats med Oranje-Nassau-orden, och har framröstats som den 40:e största nederländaren genom tiderna.
2007 släppte han albumet Elements of Life med en följande världsturné. Albumet nominerades till en Grammy i kategorin bästa electronic/dance album. Sensommaren 2007 släppte Tiësto även den sjätte upplagan av mix-albumet In Search Of Sunrise 6 - Ibiza.

### Alias
”Allure”,"Vimana" & "Gouryella" (tillsammans med Ferry Corsten), ”Da Joker”, ”DJ Tiësto”, ”DJ Limited”, ”Drumfire”, ”Hammock Brothers”, ”Paradise In Dubs”, ”Passenger”, ”Roze”, ”Stray Dog”, ”Tiësto”, ”Tom Ace”, "DJ Yves",”Wild Bunch”.

## Diskografi

### Album (solo)
- 2001 – In My Memory
- 2004 – Just Be
- 2004 – Parade of the Athletes
- 2007 – Elements of Life
- 2004 – Just Be Remixed
- 2008 – Elements of life Remixed
- 2009 – Kaleidoscope
- 2010 – Kaleidoscope Remixed
- 2010 – Magikal journey/Hit collection 1998-2008

### Singlar (solo)
- Spiritual Wipe Out (som Da Joker)
- 1994 – Arabsession (som Dj Limited)
- 1994 – In The Ghetto (som Da Joker)
- 1996 – Second Game (som Tom Ace)
- 1996 – The Tube
- 1996 – In My Heart (som Paradise In Dubs)
- 1996 – Blackspin (som Passenger)
- 1997 – Blaze of Night (som Hammock Brothers)
- 1998 – Our Love (som Roze)
- 1998 – When She Left (som Allure)
- 1998 – Flying Squirrel Problem (som Drumfire)
- 1999 – Mirror (som Stray Dog)
- 1999 – Rejected / When She Left (som Allure)
- 1999 – Lethal Industry
- 1999 – Sparkles
- 1999 – Theme From Norefjell
- 2000 – No More Tears (som Allure)
- 2000 – We Ran At Dawn (som Allure)
- 2000 – Silence
- 2001 – Battleship Grey
- 2001 – Flight 643
- 2001 – Suburban Train
- 2001 – Urban Train
- 2002 – In My Memory
- 2002 – Magik Journey
- 2002 – Obsession (med Junkie XL)
- 2002 – We Came (med Ferry Corsten)
- 2003 – Traffic
- 2004 – Dallas 4pm
- 2004 – Love Comes Again (med BT)
- 2004 – Just Be (med Kirsty Hawkshaw)
- 2005 – Adagio For Strings
- 2005 – The Loves We Lost (som Allure)
- 2006 – He's A Pirate
- 2007 – Break My Fall (med BT)
- 2007 – Sweet Things (med Charlotte Martin)
- 2007 – In The Dark (med Christian Burns)
- 2008 – Everything (med Jes)
- 2008 – Somewhere Inside (med Julie Thompson) (som Allure)
- 2008 – Power of You (med Christian Burns) (som Allure)
- 2008 – Edward Carnby (som Alone In The Dark)
- 2009 – I Will Be Here (med Sneaky Sound System)
- 2009 – Escape Me (med CC Sheffield)
- 2009 – Feel It In My Bones (med Tegan and Sara)
- 2009 – Who Wants To Be Alone (med Nelly Furtado)
- 2010 – Speed Rail
- 2011 – C'mon (Catch Em By Surprise) (Tiesto vs Diplo med Busta Rhymes)
- 2011 – Work Hard' Play Hard
- 2011 – Maximal Crazy
- 2011 – Tornado (med Steve Aoki)
- 2012 - We Own The Night
- 2014 - Red Lights
- 2014 - Wasted

### Samproduktion
- ”Gouryella” (med Ferry Corsten) (singlar)
  - 1999 – Walhalla
  - 1999 – Gouryella
  - 2000 – Tenshi

- ”Vimana” (med Ferry Corsten) (singlar)
  - 1999 – We Came
  - 2000 – Dreamtime

- ”Kamaya Painters” (med Benno De Goeij) (singlar)
  - 1998 – Endless Wave
  - 1999 – Far From Over
  - 2001 – Wasteland

- ”Control Freaks” (med Benno De Goeij och Piet Bervoets) (singlar)
  - 1998 – Subspace Interference

- ”Major League” (med Armin Van Buuren)
  - 2000 – Wonder Where You Are

- ”Alibi” (med Armin Van Buuren)
  - 2000 – Eternity

- ”Glycerine” (med Dj Yves)
  - 1996 – 666

- ”Hard Target” (med G-Shock)
  - Knights of Hardcore

- ”T-Scanner” (med G-Shock)
  - 1994 – Trip To Heaven

- ”West & Storm” (med G-Shock)
  - 1995 – Porpoise
  - 1995 – Sunday Morning
  - 1996 – Back 2 Basic

- ”TB X-Press” (med Dj Ghost)
  - 1996 – When I Was A Sperm

### DVD och VHS
- 1999 – DJ Tiësto Live At Innercity, Rai Amsterdam (VHS)
- 2001 – Underground Trance – Special Appearance & Magikal Remake By Tiësto (DVD + 2 CD)
- 2003 – Another Day at the Office (DVD)
- 2003 – Tiësto In Concert (2 DVD)
- 2003 – Tiësto In Concert – Take Two (DVD)
- 2004 – Tiësto In Concert 2 (2 DVD)
- 2005 – Tiësto In Concert 2 (amerikansk version)
- 2008 – Elements of life Copenhagen (2 DVD)
- 2009 - In Search Of Sunrise Asia (DVD)

### DJ-album
Skivor på vilka Verwest har mixat ihop andras låtar
- 1995 – Forbidden Paradise 3 – The Quest For Atlantis
- 1995 – Forbidden Paradise 4 – High As A Kite
- 1996 – Forbidden Paradise 5 – Arctic Expedition
- 1996 – Forbidden Paradise 6 – Valley of Fire
- 1996 – Lost Treasures 1: Isle of Ra
- 1996 – Lost Treasures 2: Concerto for Sonic Circles
- 1997 – Magik One – First Flight
- 1997 – Lost Treasures 3: Creatures Of The Deep
- 1998 – Magik Two – Story of the Fall
- 1998 – Magik Three – Far From Earth
- 1998 – Forbidden Paradise 7 – Deep Forest
- 1998 – Space Age 1.0
- 1998 – Global Clubbing: The Netherlands
- 1999 – Space Age 2.0 (feat. Dj Montana)
- 1999 – Magik Four – Paco Aleman
- 1999 – In Search of Sunrise
- 1999 – Live at Innercity, Amsterdam-Rai
- 2000 – Summerbreeze
- 2000 – Magik Five – Heaven Beyond
- 2000 – Magik Six – Live In Amsterdam
- 2000 – In Search of Sunrise 2
- 2001 – Magik Seven – Live In Los Angeles
- 2001 – Revolution
- 2001 - In My Memory
- 2002 – In Search of Sunrise 3 – Panama
- 2003 – Nyana
- 2003 – DJ Tiësto – World Leader
- 2005 – In Search of Sunrise 4 – Latin America
- 2006 – In Search of Sunrise 5 – Los Angeles
- 2007 – Elements of life
- 2007 – In Search of Sunrise 6 – Ibiza
- 2008 – In Search of Sunrise 7 – Asia
- 2011 - Club Life - Volume One Las Vegas
- 2012 - Club Life - Volume Two Miami
- 2013 - Club Life - Volume Three Stockholm
- 2015 - Club Life - Volume Four New York City

## Musical Freedom
I augusti 2009 skapade Tiësto skivbolaget Musical Freedom. Låtarna som släppts på skivbolaget har sedan 2010 distribuerats av Spinnin Records.